# Charles Pictet de Rochemont
Charles Pictet de Rochemont (Ginebra, 21 de septiembre de 1755-Lancy, 28 de diciembre de 1824) fue un diplomático, oficial, agrónomo, agricultor y político suizo.

## Biografía
Nació en una familia aristocrática, de padre también militar, y fue coronel en las Provincias Unidas de los Países Bajos.
Se formó en el seminario de Haldenstein y a los veinte años entró como subteniente del ejército francés. Se retiró de la armada a los treinta en Ginebra, donde se casó con Adélaïde Sara de Rochemont en 1786.

En 1788 entró en el Consejo de los Doscientos (Parlamento de la República de Ginebra) y fue alto oficial de las tropas de Ginebra. En 1794, durante la Revolución de Ginebra, fue sentenciado a un año de arresto domiciliario. En 1796 fundó la revista "Bibliothèque britannique" (desde 1816 "Bibliothèque universelle") con su hermano, el científico Marc-Auguste Pictet, y Frédéric-Guillaume Maurice, cuyo objetivo era difundir todos los descubrimientos y trabajos importantes publicados en Inglaterra. En 1798 adquirió una propiedad en Lancy, en la que trabajó personalmente y donde crio especialmente ovejas merinas.

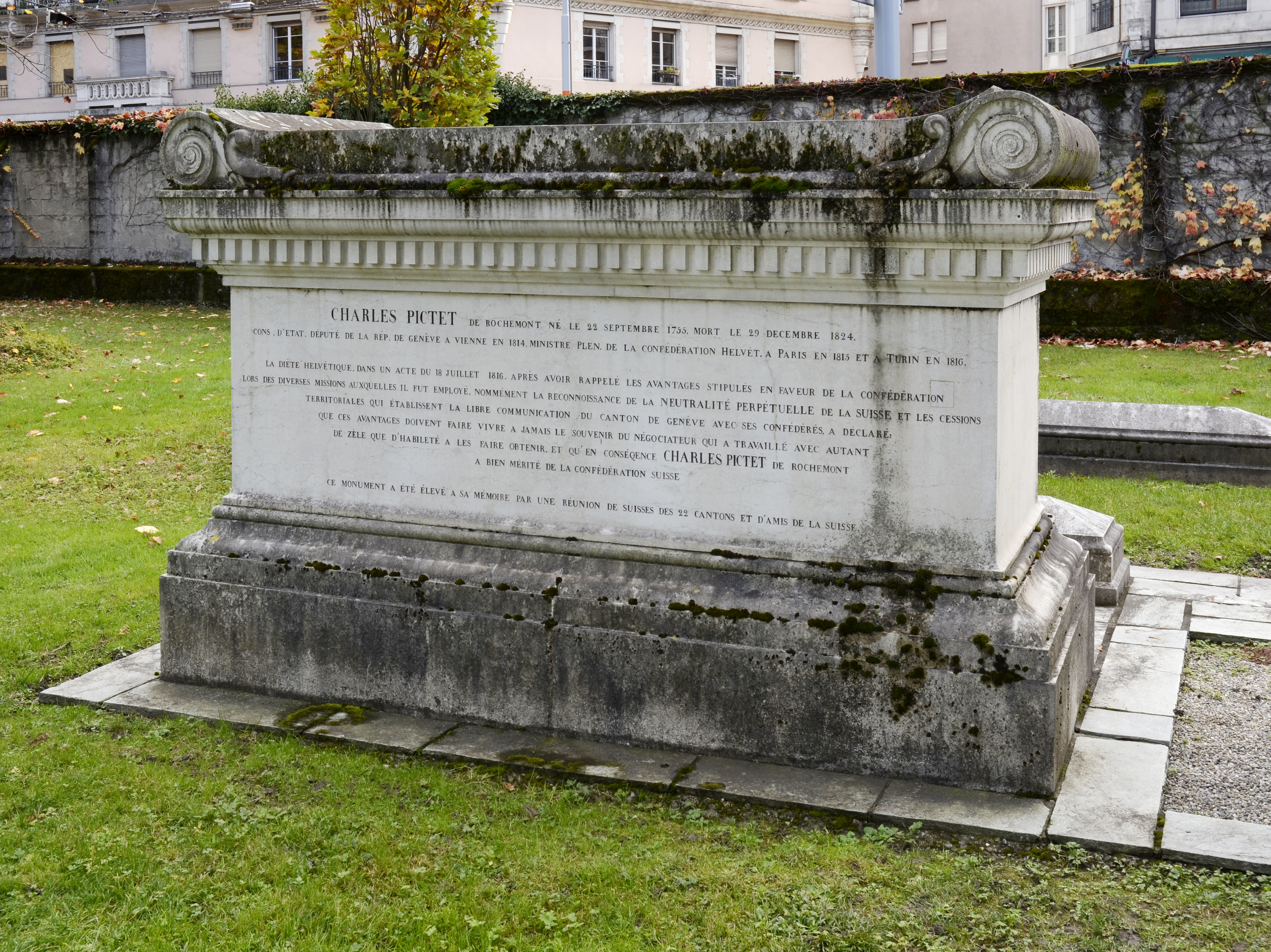
Tumba de Charles Pictet de Rochemont en el Cementerio de los Reyes, Ginebra, Suiza.

Hasta 1798, Ginebra era una república independiente, aliada con Suiza. En 1798, Ginebra fue ocupada y anexionada por Francia. Después de la liberación de Ginebra el 31 de diciembre de 1813, un objetivo estratégico del gobierno de Ginebra fue la admisión de Ginebra a Suiza como cantón para evitar futuros intentos de las grandes potencias de ejercer influencia. Un problema fue el desmembramiento del territorio de Ginebra, que consistía en varios enclaves rodeados por Saboya y territorio francés y que no tenían conexión terrestre con Suiza.
Pictet de Rochemont fue delegado a las conferencias de las grandes potencias que reconocieron la recuperación de la independencia de Ginebra y debían aceptar su adhesión a Suiza. La parte más complicada de su trabajo fue ampliar el territorio de Ginebra para crear un área coherente que tuviera una conexión terrestre con el resto de Suiza. Ya en enero de 1814, Pictet de Rochemont presentó las preocupaciones de Ginebra a las grandes potencias en Basilea. Tanto en las primeras negociaciones de paz en París en mayo de 1814 como en el Congreso de Viena (1814-1815), la expansión del área no se pudo lograr porque el delegado francés Talleyrand no quería ceder el Pays de Gex, pero se aceptó la independencia de Ginebra y su unión con Suiza.
Pictet de Rochemont participó en las negociaciones adicionales en la Segunda Paz de París, logrando que Ginebra obtuviera seis municipios del francés Pays de Gex (Collex-Bossy, Genthod, Le Grand-Saconnex, Meyrin, Pregny, Vernier y Versoix, con un total de 49,3 km² y 3343 habitantes). Su segundo éxito fue el reconocimiento de la neutralidad permanente suiza por parte de las grandes potencias (Francia, Gran Bretaña, Rusia, Prusia y Austria) el 20 de noviembre de 1815. Para negociar la expansión territorial al sur del Ródano, Pictet de Rochemont fue enviado a Turín y por el  Tratado de Turín de 1816, se eñadieron 24 municipios más, conocidos como "communes réunies" (Aire-la-Ville, Anieres, Avusy, Bernex, Carouge, Chêne-Bourg, Choulex, Collonge-Bellerive, Compesières, Confignon, Corsier, Hermance, Laconnex, Lancy, Meinier, Onex, Perly-Certoux, Plan-les-Ouates, Presinge, Puplinge, Soral, Thônex, Troinex y Veyrier, de 108,8 km² y 12.700 habitantes).